# Island i olympiska sommarspelen 2004
Island deltog i de olympiska sommarspelen 2004 i Aten med en trupp bestående av 26 deltagare, men ingen av landets deltagare erövrade någon medalj.

## Friidrott
Herrar
Kombinerade grenar - Tiokamp
| Friidrottare        | Gren     | 100 m | LJ   | SP    | HJ  | 400 m           | 110H            | DT              | PV              | JT              | 1500 m          | Final           | Placering       |
| ------------------- | -------- | ----- | ---- | ----- | --- | --------------- | --------------- | --------------- | --------------- | --------------- | --------------- | --------------- | --------------- |
| Jón Arnar Magnússon | Resultat | 11.05 | 7.12 | 14.98 | DNS | Fullföljde inte | Fullföljde inte | Fullföljde inte | Fullföljde inte | Fullföljde inte | Fullföljde inte | Fullföljde inte | Fullföljde inte |
| Jón Arnar Magnússon | Poäng    | 850   | 842  | 788   | x   | Fullföljde inte | Fullföljde inte | Fullföljde inte | Fullföljde inte | Fullföljde inte | Fullföljde inte | Fullföljde inte | Fullföljde inte |

Damer
Fältgrenar och sjukamp
| Idrottare             | Gren     | Kval     | Kval      | Final    | Final     |
| Idrottare             | Gren     | Resultat | Placering | Resultat | Placering |
| --------------------- | -------- | -------- | --------- | -------- | --------- |
| Þórey Edda Elísdóttir | Stavhopp | 4.40     | 10 q      | 4.55     | 5         |

## Gymnastik

### Artistisk
Herrar
Mångkamp, ind.
| Idrottare           | Kval    | Kval    | Kval    | Kval    | Kval    | Kval    | Kval   | Kval      | Final            | Final            | Final            | Final            | Final            | Final            | Final            | Final            |
| Idrottare           | Redskap | Redskap | Redskap | Redskap | Redskap | Redskap | Totalt | Placering | Redskap          | Redskap          | Redskap          | Redskap          | Redskap          | Redskap          | Totalt           | Placering        |
| Idrottare           | F       | PH      | R       | V       | PB      | HB      | Totalt | Placering | F                | PH               | R                | V                | PB               | HB               | Totalt           | Placering        |
| ------------------- | ------- | ------- | ------- | ------- | ------- | ------- | ------ | --------- | ---------------- | ---------------- | ---------------- | ---------------- | ---------------- | ---------------- | ---------------- | ---------------- |
| Rúnar Alexandersson | 8.700   | 9.737 Q | 9.162   | 8.887   | 9.312   | 9.000   | 54.798 | 35        | Gick inte vidare | Gick inte vidare | Gick inte vidare | Gick inte vidare | Gick inte vidare | Gick inte vidare | Gick inte vidare | Gick inte vidare |

Individuella finaler
| Gymnast             | Redskap   | Poäng | Placering |
| ------------------- | --------- | ----- | --------- |
| Rúnar Alexandersson | Bygelhäst | 9.725 | 7         |

## Handboll
Herrar
Förbundskapten: Guðmundur Guðmundsson
| Nr | Pos. | Namn                     | Födelsedatum (ålder)      | Klubb                |
| -- | ---- | ------------------------ | ------------------------- | -------------------- |
| 1  | MV   | Roland Eradze            | 7 maj 1971 (33 år)        | Valur                |
| 2  | M6   | Róbert Sighvatsson       | 13 november 1972 (31 år)  | HSG Wetzlar          |
| 3  | M9   | Kristján Andrésson       | 27 mars 1981 (23 år)      | IF Guif              |
| 4  | M9   | Einar Örn Jónsson        | 28 december 1976 (27 år)  | SG Wallau-Massenheim |
| 5  | M6   | Sigfús Sigurðsson        | 7 maj 1975 (29 år)        | SC Magdeburg         |
| 6  | V9   | Dagur Sigurðsson         | 3 april 1973 (31 år)      | A1 Bregenz           |
| 8  | H6   | Gylfi Gylfason           | 22 september 1977 (26 år) | Wilhelmshavener HV   |
| 9  | V6   | Guðjón Valur Sigurðsson  | 8 augusti 1979 (25 år)    | TUSEM Essen          |
| 10 | M9   | Snorri Steinn Guðjónsson | 17 oktober 1981 (22 år)   | TV Grosswallstadt    |
| 11 | H9   | Ólafur Stefánsson        | 3 juli 1973 (31 år)       | BM Ciudad Real       |
| 12 | MV   | Guðmundur Hrafnkelsson   | 22 januari 1965 (39 år)   | SG Kronau/Östringen  |
| 13 | V9   | Rúnar Sigtryggsson       | 7 april 1972 (32 år)      | ThSV Eisenach        |
| 15 | H9   | Ásgeir Örn Hallgrímsson  | 17 februari 1984 (20 år)  | Haukar               |
| 17 | V9   | Jaliesky García Padron   | 28 januari 1975 (29 år)   | FA Göppingen         |
| 18 | M6   | Róbert Gunnarsson        | 22 maj 1980 (24 år)       | Aarhus GF            |

Gruppspel
| Lag       | Pld | W | D | L | GF  | GA  | GD  | Poäng |
| --------- | --- | - | - | - | --- | --- | --- | ----- |
| Kroatien  | 5   | 5 | 0 | 0 | 146 | 129 | +17 | 10    |
| Spanien   | 5   | 4 | 0 | 1 | 154 | 137 | +17 | 8     |
| Sydkorea  | 5   | 2 | 0 | 3 | 148 | 148 | 0   | 4     |
| Ryssland  | 5   | 2 | 0 | 3 | 145 | 145 | 0   | 4     |
| Island    | 5   | 1 | 0 | 4 | 143 | 158 | –15 | 2     |
| Slovenien | 5   | 1 | 0 | 4 | 130 | 149 | –19 | 2     |

## Segling
Öppen
| Seglare            | Gren  | Lopp | Lopp | Lopp | Lopp | Lopp | Lopp | Lopp | Lopp | Lopp | Lopp | Lopp | Summerad poäng | Finalplacering |
| Seglare            | Gren  | 1    | 2    | 3    | 4    | 5    | 6    | 7    | 8    | 9    | 10   | M*   | Summerad poäng | Finalplacering |
| ------------------ | ----- | ---- | ---- | ---- | ---- | ---- | ---- | ---- | ---- | ---- | ---- | ---- | -------------- | -------------- |
| Hafsteinn Geirsson | Laser | 28   | 36   | 42   | 36   | 35   | DNF  | 39   | 38   | 40   | 35   | 15   | 344            | 40             |

M = Medaljlopp; EL = Eliminerad – gick inte vidare till medaljloppet;